# Spoorlijn Prievidza – Nitrianske Pravno

Spoorkaart van Slowakije

De spoorlijn Prievidza – Nitrianske Pravno (lijn nummer 144) is een betrekkelijk korte spoorlijn in Slowakije, die de stad Prievidza verbindt met de in noordelijke richting gelegen gemeente Nitrianske Pravno. Het traject met een lengte van 10,9 kilometer is enkelsporig en leidt door de Nitra-vallei. Op de landkaart is de lijn afgebeeld met het nummer 23.

## Geschiedenis
De lijn werd door een particuliere onderneming aangelegd als verlenging van spoorlijn 140: Nové Zámky – Prievidza.
Daarbij beoogde men:
- een verdere uitbreiding in noordoostelijke richting naar Kláštor pod Znievom (± 22 km) en nadien
- een aansluiting (± 4,5 km) naar de meer oostelijk gelegen spoorlijn nummer 170: Vrútky - Zvolen.

Ook werd een verlenging van lijn 144 overwogen, in noordelijke richting (± 20 km in vogelvlucht) tot Rajec, voor aansluiting met de spoorlijn 126 (Žilina - Rajec), maar deze optie werd verlaten wegens het bergachtig terrein en de hoge kosten.
Door het uitbreken van de Eerste Wereldoorlog werd de aanleg van de verbinding met spoorlijn 170 (Zvolen – Vrútky) onderbroken. Naderhand werd de bouw niet verdergezet ingevolge de expansieve ontwikkeling van het autoverkeer.
Voor lijn 144 bedroegen de bouwkosten 1.070.000 kronen en de eerste trein naar Nitrianske Pravno reed op 31 oktober 1909.
De particuliere maatschappij die de spoorlijn had aangelegd, werd enkele jaren later, in 1913, samen met spoorlijn 140 (Veľké Bielice - Partizánske – Prievidza) genationaliseerd en opgenomen in het netwerk van de Hongaarse Spoorwegen (MÁV).

## Treindienst
Het regelmatige verkeer van passagierstreinen is opgeschort sedert 7 december 2012.

## Stations en haltes

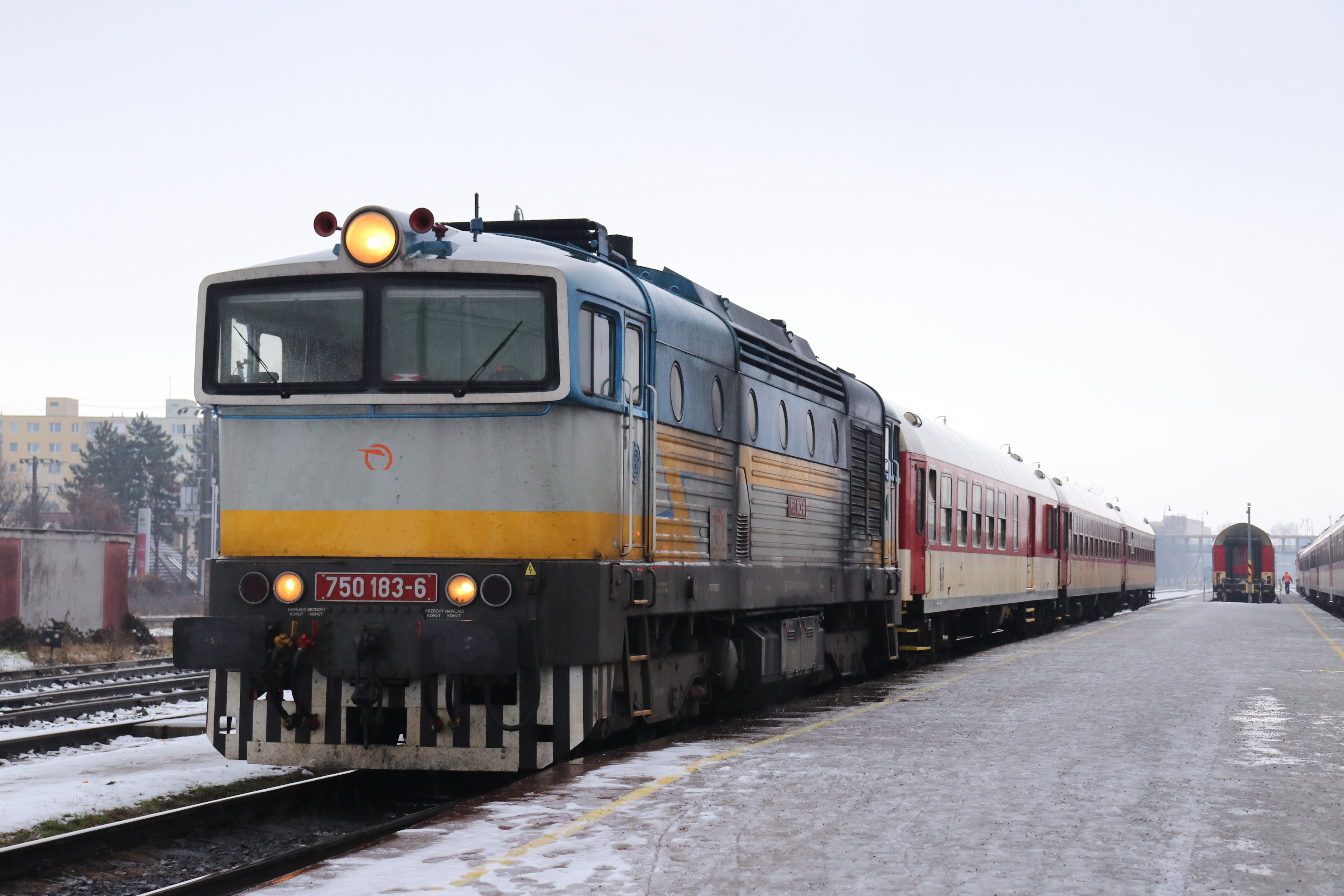
Een reizigerstrein in station Prievidza

De lijn bedient de volgende stations (s) en haltes:
- Prievidza (s) - aansluiting met lijn 140 (Prievidza-Nové Zámky)
- Nedožery
- Pravenec
  - Brug over de Nitra[1]
- Nitrianske Pravno (s)